# Mark Neveldine
Mark Neveldine (New York City, 11 maggio 1973) è un regista e sceneggiatore statunitense.
Conosciuto per aver diretto pellicole cinematografiche insieme al suo socio Brian Taylor, tra i successi del duo emergono i film Crank e Crank: High Voltage.

## Biografia
Mark Neveldine nasce a Watertown, New York. Inizialmente prova a dedicarsi alla recitazione, ma senza successo: dopodiché ricopre il ruolo di direttore della fotografia di pilot di serie televisive e videoclip musicali. Nel 2006 scrive e dirige insieme al socio Brian Taylor il film Crank con Jason Statham e Amy Smart. La pellicola diventa un piccolo cult, tanto da spingere il duo a girarne un sequel nel 2009 dal titolo Crank: High Voltage. Nel 2008 Neveldine e Taylor scrivono e producono Pathology; nel 2009 il duo di registi, invece, scrive e dirige Gamer con Gerard Butler, Michael C. Hall e Logan Lerman.
Il duo di registi era sotto contratto per scrivere e dirigere il film Jonah Hex, tratto dall'omonimo personaggio dei fumetti DC Comics; a causa di divergenze creative, il duo abbandona la produzione del film che verrà diretto da Jimmy Hayward. Nonostante le pesanti modifiche, il duo riceve comunque i credits come sceneggiatori del film. In seguito i due vengono scelti per dirigere Ghost Rider - Spirito di vendetta, previsto per il 2012.; il film è il sequel di Ghost Rider (2007), interpretato da Nicolas Cage e tratto dall'omonimo fumetto della Marvel. Nel febbraio 2013 viene scelto per dirigere The Vatican Tapes, in uscita nel 2015. Per dirigere questo film, Neveldine si troverà, per la prima volta, senza il socio Brian Taylor.

## Vita privata
Dal 2009 è sposato con l'attrice Alison Lohman. La coppia ha tre figli.

## Filmografia

### Regista
- Crank (2006)
- Crank: High Voltage (2009)
- Gamer (2009)
- Ghost Rider - Spirito di vendetta (2012)
- The Vatican Tapes (2015)

### Sceneggiatore
- Crank (2006)
- Pathology (2008)
- Crank: High Voltage (2009)
- Gamer (2009)
- Jonah Hex (2010)